# Asakusa
Asakusa (jap. 浅草) – jedna z dzielnic w okręgu Taitō. Znajduje się w północno-wschodniej części środkowego Tokio i graniczy od wschodu z rzeką Sumida. Jej centralnym punktem jest świątynia Sensō-ji, która poświęcona jest Kannon Sama (buddyjskiej bogini miłosierdzia). Dziś Asakusa jest jedną z głównych dzielnic, znaną w Tokio jako dzielnica świątynna i rozrywkowa.
Obszar Asakusy zajmuje powierzchnię 0,95 km² i jest podzielony na siedem podokręgów, od Asakusa 1-chōme do Asakusa 7-chōme.

## Historia
Pochodzenie nazwy „Asakusa” jest różne, a najczęstszym wyjaśnieniem jest to, że dosłownie oznacza „niską trawę” i odnosi się do krawędzi równiny Musashino, gdzie rośnie niska trawa. Nazwa również jest związana z „atsuakusa”, słowem Ainu oznaczającym przeprawę przez morze.
Świątynia Sensō-ji, znajdująca się w samym sercu Asakusy, ma swoje początki w legendzie, która głosi, że w 628 roku dwóch braci rybaków wyciągnęło posąg Kannon Sama, buddyjskiej bogini miłosierdzia z rzeki Sumida. W okresie Muromachi przed świątyną Sensō-ji odbywały się regularne targi.
Po przeniesieniu stolicy Japonii do Edo (obecnie Tokio) na początku XVI wieku, miasto szybko się rozwijało i wchłonęło obszar Sensō-jin. Jednak w okresie Edo Asakusa wciąż znajdowała się poza oficjalnymi granicami miasta, a w jej obszarze powstała duża dzielnica czerwonych latarni i liczne teatry kabuki. Po restauracji Meiji w 1884 roku dzielnica została podzielona na siedem części, z których szósta „Rokku”, była szczególnie popularna jako obszar rozrywki. Rozrywka w okolicy rozwinęła się i zmodernizowała na przełomie XIX i XX wieku. Pierwszy japoński teatr kinetograficzny, „Denkikan”, został otwarty w Asakusa w 1903 roku. W okolicy powstała także „Ryōunkaku” pierwszy w kraju wieża z windą, która stała się popularnym punktem orientacyjnym. Jednak została zniszczona podczas wielkiego trzęsienia ziemi w Kantō w 1923 roku.
Do połowy lat 70. ubiegłego wieku Asakusa była miejscem, w którym najjaśniejsze gwiazdy japońskiej rozrywki zdobywały swoje podstawowe doświadczenie. Jednak później okoliczne teatry stopniowo przenosiły się gdzie indziej, a znaczenie Asakusy jako dzielnicy rozrywkowej spadło. Jednak wciąż jest to główne miejsce turystyczne, a budowa Tokyo Skytree po drugiej stronie rzeki Sumida również zwiększyła liczbę turystów odwiedzających Asakusę.

## Wydarzenia
W Asakusa co roku w sierpniu odbywa się karnawał samby zwany Asakusa Samba Carnival, który rozpoczął się w 1981 roku, a w 2015 roku stał się jednym z największych letnich festiwali w Azji.
Chociaż w Asakusa odbywa się wiele festiwali w ciągu roku, najbardziej znanym z nich jest Sanja Matsuri, znany również jako Sanja Festival, który odbywa się w maju.

## Transport
W dzielnicy znajdują się dwie stacje kolejowe o tej samej nazwie:
- Stacja Asakusa
- Linia Tobu Skytree (TS-01)
- Linia Toei Asakusa (A-18)
- Linia Ginza (G-19)
- Stacja Asakusa (Tsukuba Express)
- Tsukuba Express (TX-03)

## Galeria

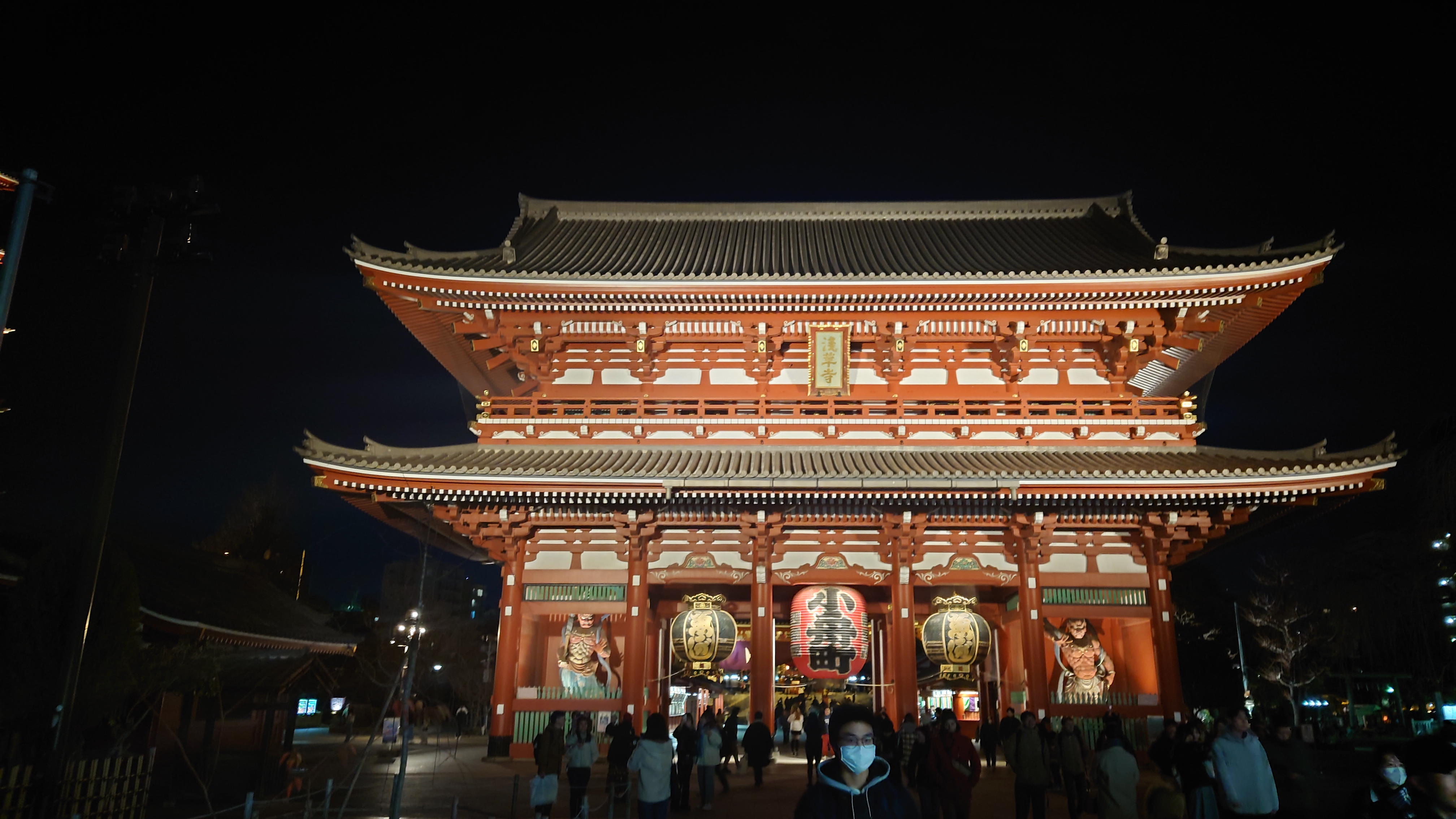
Brama Hōzōmon w Asakusie
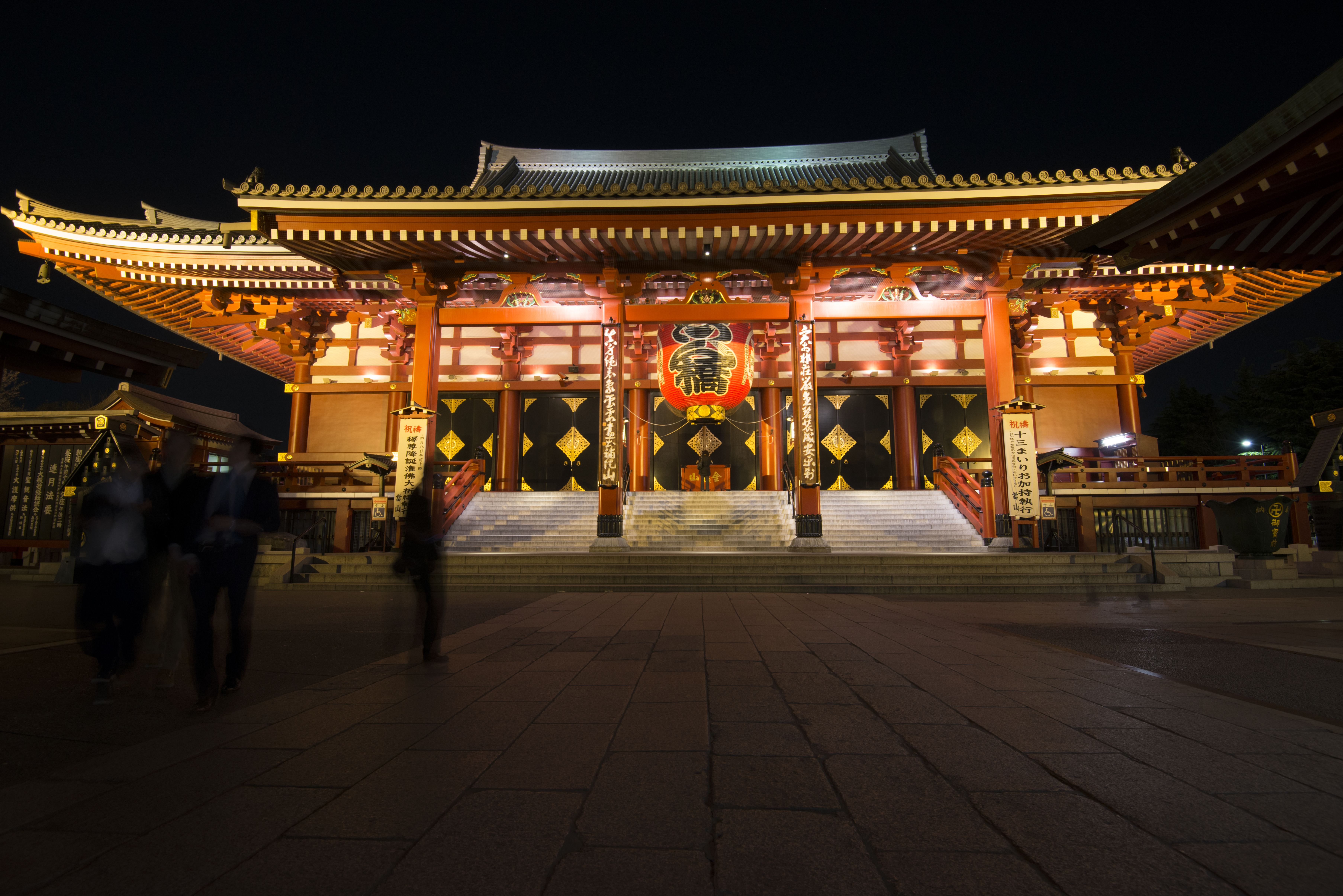
Świątynia Sensō-ji
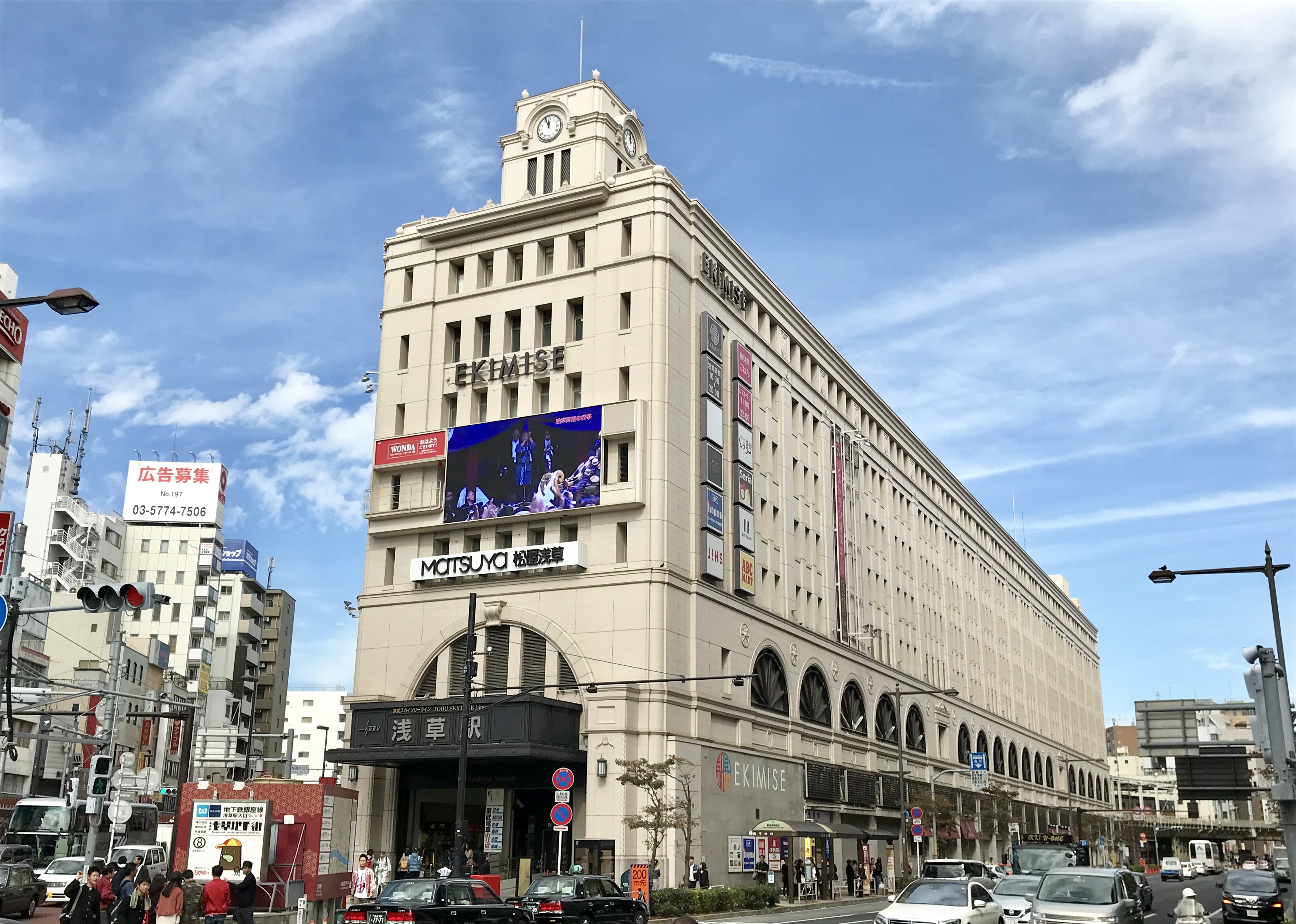
Budynek stacji Tobu Skytree Asakusa / Matsuya Asakusa
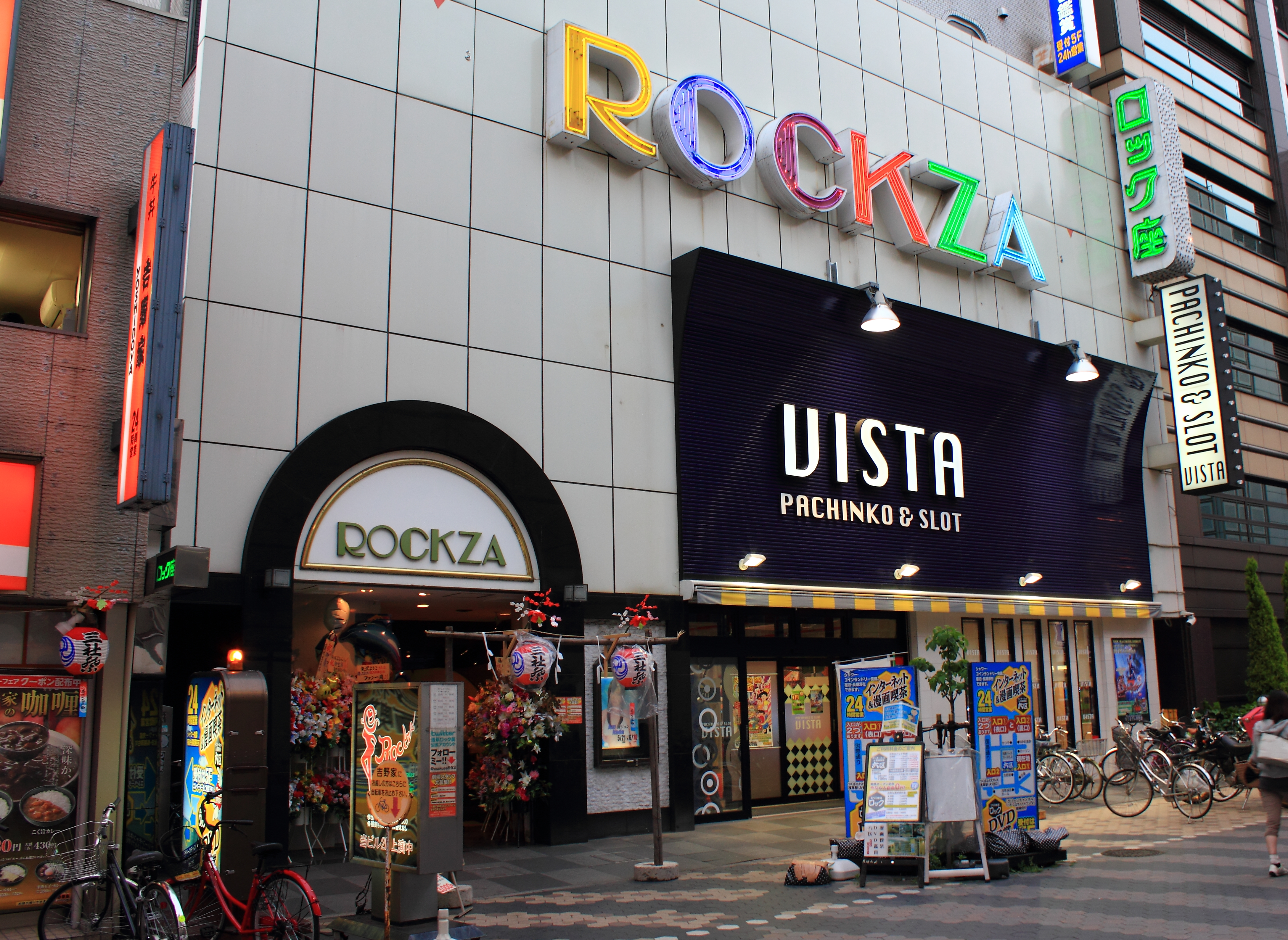
Rockza największy i najstarszy istniejący teatr ze striptizem